# Горпинко Іван Іванович
Іван Іванович Горпинко (23 лютого 1921 — помер до 2016) — радянський футболіст та тренер.

## Клубна кар'єра
З 1948 по 1949 рік захищав кольори клубу КФК «Спартак» (Полтава).

## Кар'єра тренера
По завершенні кар'єри гравця розпочав тренерську діяльність. У 1958 році очолив полтавський «Колгоспник», яким керував до 1959 року. Потім працював дитячим тренером.